# Roman Żelazny

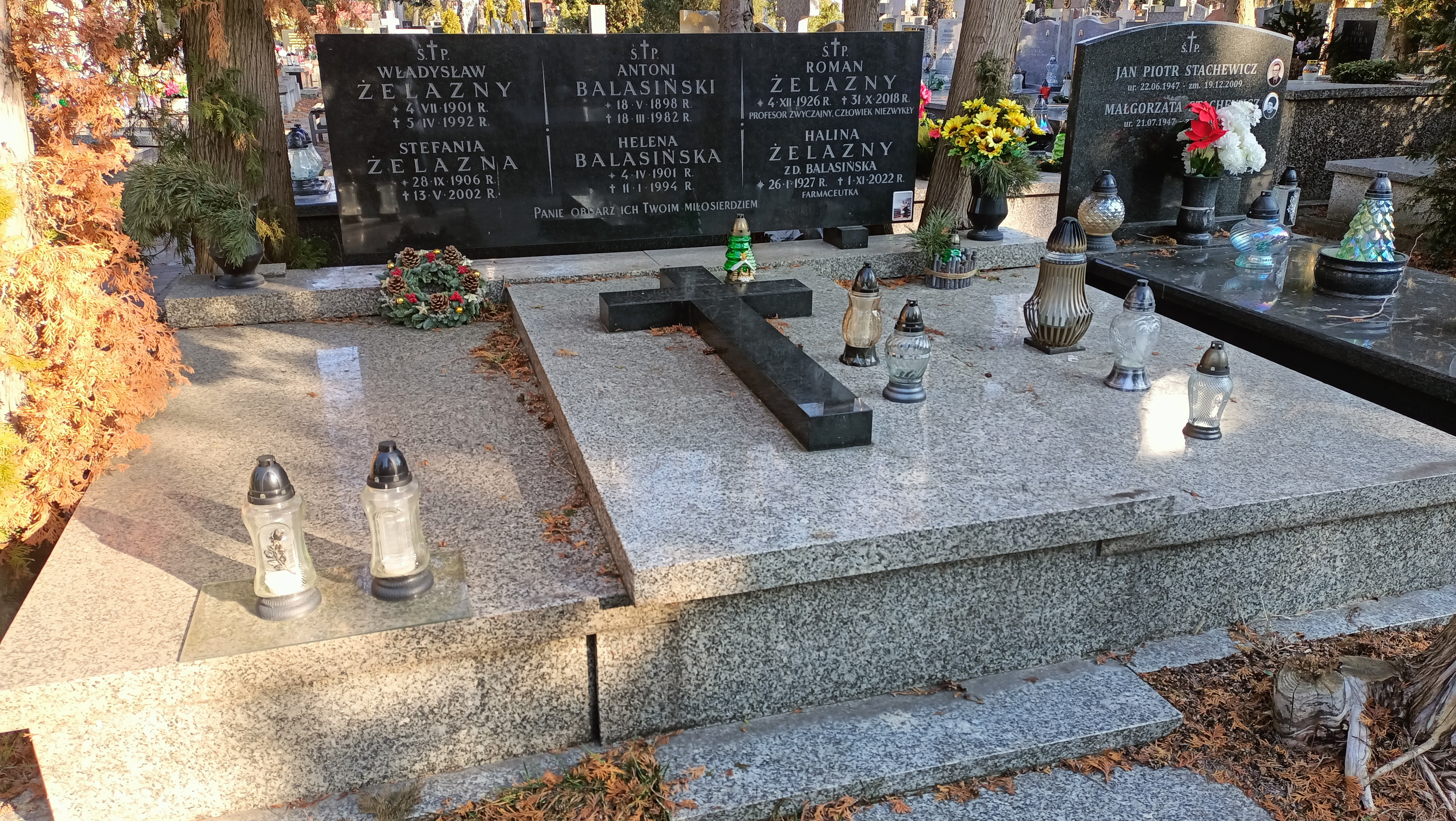
Grób Romana Żelaznego na cmentarzu w Pyrach

Roman Żelazny (ur. 4 grudnia 1926 w Kielcach, zm. 31 października 2018 w Warszawie, pochowany na cmentarzu w Pyrach) – polski fizyk; zajmował się fizyką teoretyczną, fizyką statystyczną, teorią transportu neutronów i plazmy, mechaniką ośrodków ciągłych, fizyką komputerową, dynamiką nieliniową i chaosem.

## Studia, stopnie i tytuły naukowe
- 1950 – Politechnika Łódzka – mgr inż,
- 1952 – Uniwersytet Warszawski – mgr fizyki,
- 1958 – Uniwersytet Warszawski – dr (fizyka teoretyczna),
- 1961 – Uniwersytet Warszawski – dr habilitowany (fizyka teoretyczna),
- 1967 – Uniwersytet Warszawski – profesor nadzwyczajny,
- 1975 – profesor zwyczajny.

## Nagrody i odznaczenia
- Laureat I Nagrody Państwowej Rady ds Pokojowego Wykorzystania Energii Atomowej – 1973.
- Krzyż Kawalerski Orderu Polonia Restituta – 1964.
- Krzyż Komandorski Orderu Polonia Restituta – 1997.

## Zatrudnienie
- 1949–1951 – Politechnika Łódzka;
- 1951–1952 – Politechnika Warszawska;
- 1952–1972 – Uniwersytet Warszawski;
- 1958–1981 – Instytut Badań Jądrowych;
- 1981–1993 – Instytut Energii Atomowej;
- 1989–1992 – Prezes Państwowej Agencji Atomistyki[1].

Trwałym dziełem jego pracy w PAA jest podpisanie umowy członkowskiej Polski z CERN-em.

## Publikacje
Autor kilkudziesięciu publikacji, w tym dwóch książek.

## Przynależność do organizacji naukowych
Polskie Towarzystwo Fizyczne – członek,
Europejskie Towarzystwo Fizyczne (European Physical Society) – przewodniczący Grupy Fizyki Komputerowej (1980–1982),

## Inne osiągnięcia
Twórca i organizator Polskiej Szkoły Teorii Transportu Neutronów (1958–1972),
Twórca i organizator Centrum Obliczeniowego CYFRONET w Instytucie Badań Jądrowych (1972–1982),
Organizator prac nad Systemem Wspomagania Decyzji w Przypadku Awarii Jądrowej RADOS – 1993.

## Organizator szkół i konferencji
Organizator: 
- Szkoły Transportu Neutronów pod auspicjami MAEA, Zakopane 1964;
- Szkoły Fizyki Komputerowej CERN – Jadwisin 1967;
- Konferencji Unii Europejskiej – Dynamika Nieliniowa, Układy Chaotyczne i Złożone – Zakopane 1995.

## Prace i kontrakty zagraniczne
1957 – Zjednoczony Instytut Badań Jądrowych w Dubnej – staż naukowy,
Visitig professor: 
- 1961–1962 – Wydział Fizyki Case Institute of Technology, Cleveland, Ohio, USA;
- 1967–1968 – Wydział Fizyki University of Michigan, Ann Arbor, Michigan, USA;
- 1975, 1980 – Europejskie Centrum Badań Jądrowych (CERN), Genewa, Szwajcaria;
- 1984 – Instytut Chemii Fizycznej Free University of Brussels, Bruksela, Belgia;
- 1984–1985 – Joint European Torus (Tokamak) (JET), Abingdon, Anglia;
- 1981–1991 – na kontrakcie z JET.